# Moritz Kühne
Hugo Heinrich Balduin Moritz Kühne (* 26. Januar 1835 in Magdeburg; † 12. März 1900 in Gardone Riviera, Italien) war ein preußischer General der Infanterie.

## Leben
Kühne war der Sohn eines preußischen Majors. Nach dem Besuch des Kadettenkorps wurde er am 26. April 1851 als charakterisierter Portepeefähnrich dem 32. Infanterie-Regiment der Preußischen Armee überwiesen und avancierte bis Anfang September 1853 zum Sekondeleutnant. Zur weiteren Ausbildung absolvierte er 1857/60 die Kriegsakademie, wurde Anfang September unter Stellung à la suite als Lehrer zur Kriegsschule Erfurt versetzt und Mitte Oktober 1860 zum Premierleutnant befördert. Am 3. April 1866 folgte seine Kommandierung zur Dienstleistung beim Großen Generalstab, dem er mit der Beförderung zum Hauptmann am 16. Mai 1866 aggregiert wurde. Während des folgenden Krieges gegen Österreich war Kühne als Generalstabsoffizier beim Generalkommando des mobilen I. Armee-Korps und nahm an den Kämpfen bei Trautenau, Königgrätz, Kralitz und Tobitschau teil.
Ausgezeichnet mit dem Roten Adlerorden IV. Klasse mit Schwertern war er nach dem Friedensschluss kurzzeitig als Linienkommissar nach Prag und Oderberg kommandiert. Am 17. September 1866 wurde Kühne dem Generalstab der Armee aggregiert und dem Kommando der Truppen in Hessen als Generalstabsoffizier überwiesen, bevor er Ende Oktober 1866 zum Generalkommando des neugebildeten XI. Armee-Korps in Kassel übertrat. Mitte Februar 1867 folgte seine Einrangierung in den Generalstab und vom 16. März 1869 bis zum 8. Juni 1870 versah er Truppendienst als Kompaniechef im 1. Schlesischen Grenadier-Regiment Nr. 10 in Breslau. Am 9. Juni 1870 wurde er unter Überweisung zum Großen Generalstab in den Generalstab zurückversetzt.
Mit Beginn des Krieges gegen Frankreich zunächst dem Generalstab des Generalgouvernements im Bereich des I. II. IX. und X. Armee-Korps zugeteilt, war Kühne bis Mitte August zugleich als Linienkommissar der Linie B (Kreiensen) kommandiert und wurde am 10. September 1870 zum Generalstab der Armeeabteilung des sächsischen Kronprinzen Albert versetzt. In dieser Eigenschaft rückte er Mitte Oktober 1870 zum Major auf, nahm an der Belagerung von Paris sowie der Schlacht von Le Bourget teil und erhielt für seine Verhalten neben dem Eisernen Kreuz II. Klasse das Komturkreuz des Albrechts-Ordens mit Kriegsdekoration. 
Kurz vor dem Frieden von Frankfurt erfolgte unter Stellung à la suite des Generalstabes der Armee seine Versetzung als Direktor an die Kriegsschule nach Engers. Zugleich war Kühne im August/September 1874 zur Führung eines Bataillons zum 4. Garde-Grenadier-Regiment „Königin“ sowie im August/September 1876 zur Führung eines Bataillons zum 4. Rheinischen Infanterie-Regiment Nr. 30 kommandiert. Zwischenzeitlich zum Oberstleutnant aufgestiegen, wurde er am 17. Februar 1877 unter Entbindung von seinem Verhältnis als Direktor der Kriegsschule Engers als Kommandeur des I. Bataillons in das 3. Hessischen Infanterie-Regiments Nr. 83 nach Kassel versetzt. Unter Stellung à la suite des Regiments wurde er am 12. November 1878 bis auf weiteres zur Dienstleistung beim Kriegsministerium kommandiert, dort am 6. Februar 1879 zum Chef der 3. Abteilung  für die Bekleidungs-, Geld-Verpflegungs-, Reise- und Vorspann-Angelegenheiten ernannt und Mitte September 1880 zum Oberst befördert. Vom 17. Oktober 1883 bis zum 5. Juli 1886 war er Kommandeur des 7. Westfälischen Infanterie-Regiments Nr. 56 und anschließend als Generalmajor Kommandeur der 44. Infanterie-Brigade in Kassel. Daran schloss sich am 14. Juni 1888 seine Ernennung zum Direktor des Militär-Ökonomie-Departments im Kriegsministerium an. Zugleich fungierte Kühne ab dem 10. Juli 1888 auch als stellvertretender Bevollmächtigter zum Bundesrat. Mitte Oktober 1888 avancierte er zum Generalleutnant und erhielt im Mai 1889 die Erlaubnis zur Annahme des Großkreuzes des Albrechts-Ordens. Am 15. Juli 1889 übernahm Kühne als Kommandeur die in Straßburg stationierte 31. Division, wurde einen Monat später von seinem Mandat zum Bundesrat entbunden und mit dem Stern zum Roten Adlerorden II. Klasse mit Eichenlaub ausgezeichnet.
Aufgrund seiner nachlassenden Sehkraft nahm er ab Mitte Januar 1891 einen dreimonatigen Urlaub zur Wiederherstellung seiner Gesundheit an der italienischen Riviera und den oberitalienischen Seen. Dieser Urlaub wurde Mitte April 1891 bis auf weiteres verlängert und da keine Besserung eintrat, nahm Kühne am 16. Mai 1891 seinen Abschied mit der gesetzlichen Pension. Anlässlich seiner Verabschiedung erhielt er den Kronen-Orden I. Klasse und am 22. März 1897 verlieh ihm Wilhelm II. noch den Charakter als General der Infanterie.
Kühne betätigte sich auch als Militärschriftsteller, veröffentlichte eine Reihe von Schriften und publizierte im Militär-Wochenblatt.

## Schriften
- Kritische und unkritische Wanderungen über die Gefechtsfelder der Preußischen Armeen in Böhmen 1866.

Erstes Heft: Das Gefecht bei Nachod. Mittler & Sohn, Berlin 1870.
Zweites Heft: Die Gefechte bei Skalitz und Schweinschädel. Mittler & Sohn, Berlin 1871.
Drittes Heft: Das Gefecht bei Trautenau. Mittler & Sohn, Berlin 1872.
Viertes und Fünftes Heft: Das Gefecht bei Soor (bei Neu-Rogenitz, Burtersdorf und Rudersdorf). Allgemeine Rückschau. Mittler & Sohn, Berlin 1875.